# آيت وزكان (تاونزا)
آيت وزكان هي إحدى مشيخات المملكة المغربية، تتبع جغرافيا لإقليم أزيلال وإداريًا لتاونزا. يقدر عدد سكانها بـ 1763 نسمة حسب الإحصاء الرسمي للسكان والسكنى لسنة 2004.